# Хумде
Хумде — горная деревня в Непале в административном районе Мананг. Расположена на высоте 3350 м в долине реки Марсъянди у северных склонов горного массива Аннапурна.

## Транспорт
В деревне Хумде находится аэропорт «Мананг» — единственный аэропорт района.
Через Хумде проходит автомобильная дорога Бесисахар — Мананг, однако, по состоянию на 2014 год, участок Чаме — Мананг, на котором находится Хумде, пока открыт только для мотоциклов.

## Туризм
Хумде лежит на пути популярного туристского маршрута «Трек вокруг Аннапурны». Для любителей горного туризма в деревне работают гостевые дома и рестораны.

## Галерея

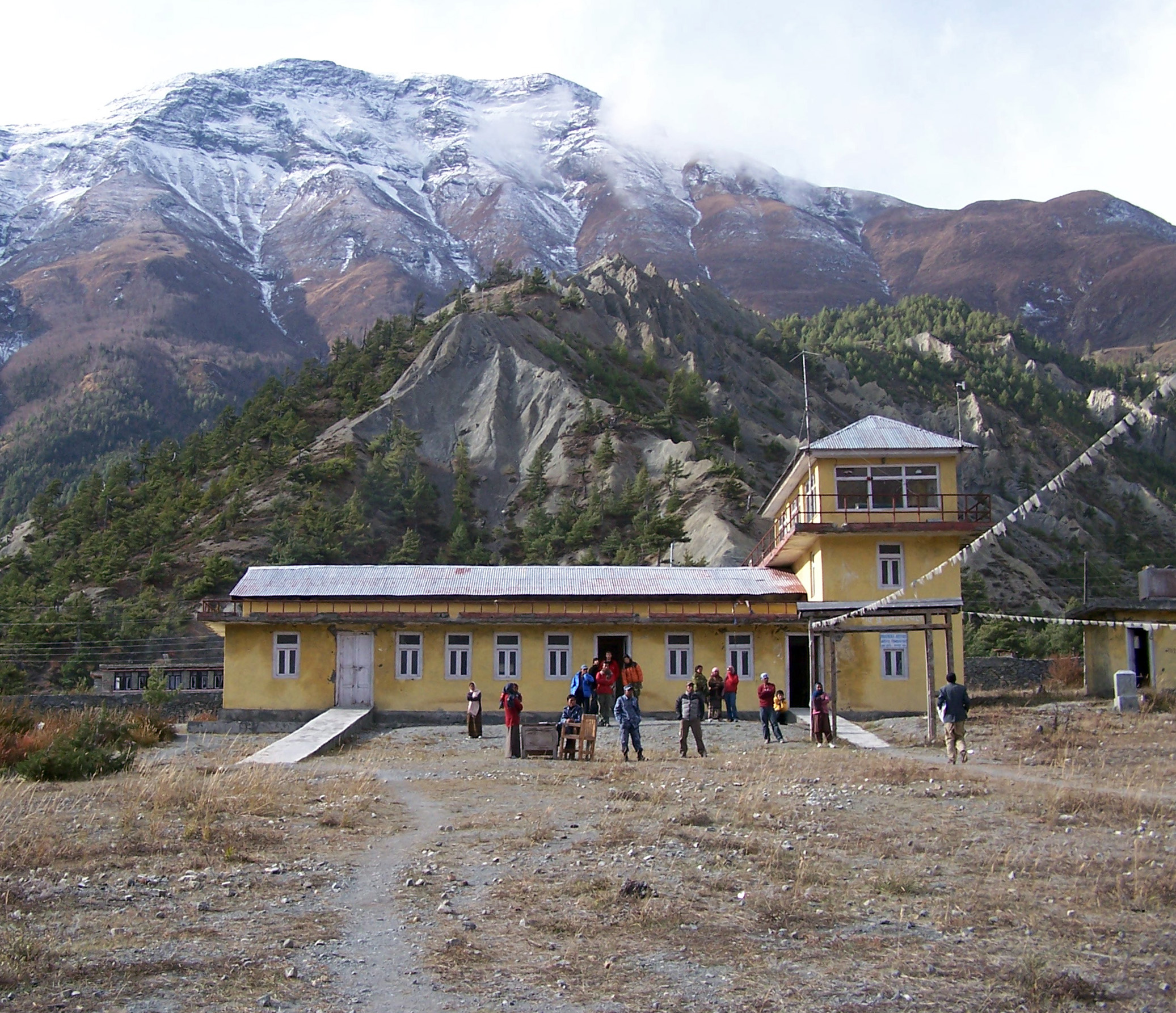
Аэропорт «Мананг»
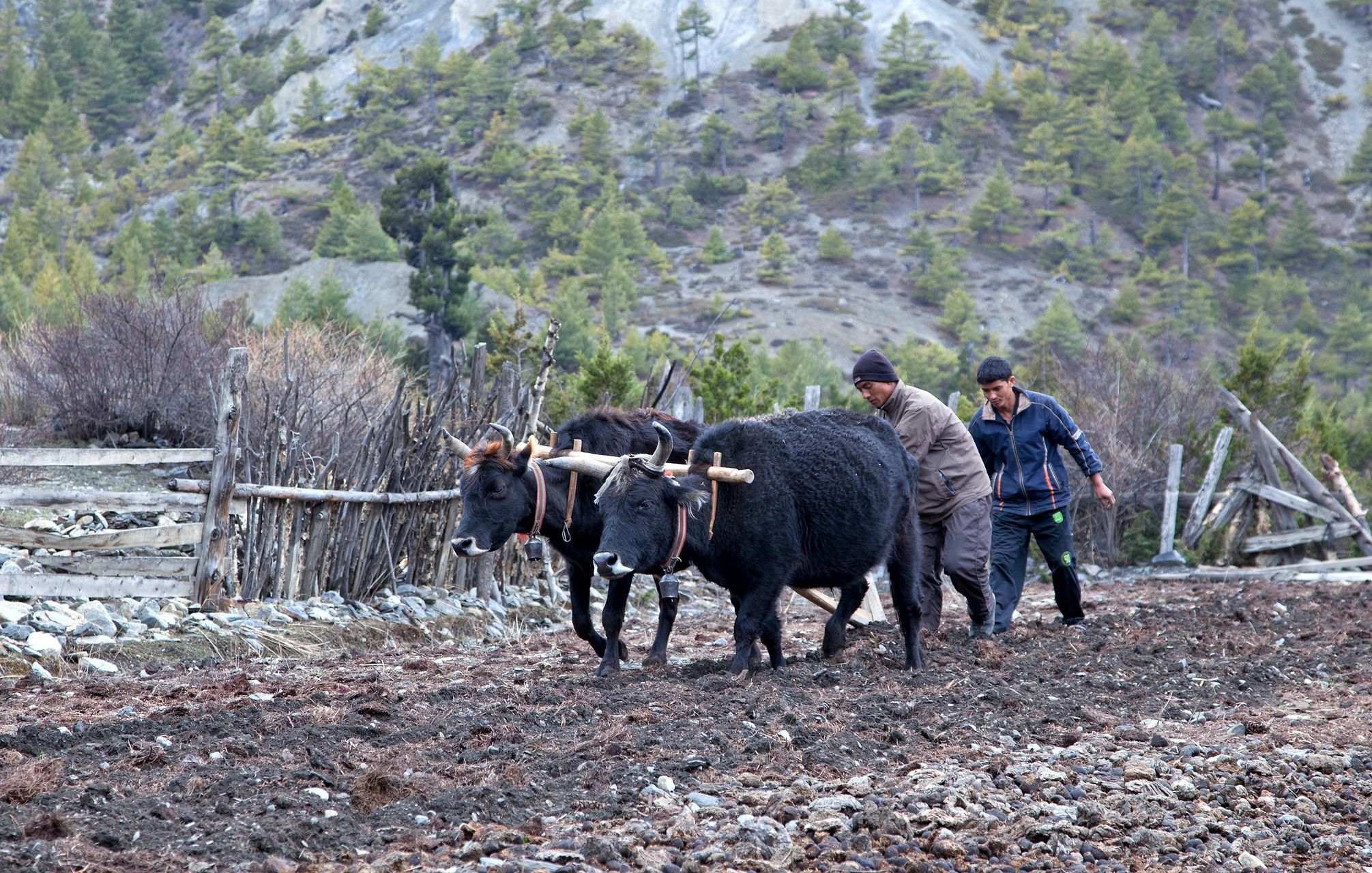
Сельскохозяйственные работы в Хумде